# Oncopodura reyersdorfensis
Oncopodura reyersdorfensis is een springstaartensoort uit de familie van de Oncopoduridae. De wetenschappelijke naam van de soort is voor het eerst geldig gepubliceerd in 1936 door Stach.